# Burg Arras
Die Burg Arras ist eine im frühen 12. Jahrhundert errichtete Höhenburg bei Alf an der Mosel im rheinland-pfälzischen Landkreis Cochem-Zell.

## Geschichte
Während der Spätantike bestand auf dem Gelände der späteren Höhenburg bereits eine befestigte, römische Pferdestation, wie sie in Eifel und Hunsrück vorkam. Von ihr blieb aber nach dem Abzug der Römer über mehrere Jahrhunderte nur eine Wüstung.
Erstmals schriftlich erwähnt wurde die Burg Arras im Jahr 1120, als sie anlässlich der Weihe der Burgkapelle als „castrum atrebatum“ in einer Urkunde erscheint. Angebliche Nennungen aus dem 10. Jahrhundert sind wohl dem Bereich der Sage zuzuordnen. Spätmittelalterliche Legenden berichten von einer Errichtung der Burg zur Zeit der Ungarneinfälle. Die verbreitete Angabe, der Bergfried sei vermutlich um das Jahr 936 vollendet worden, ist definitiv falsch.
Um 1140 erscheint die Burg erneut in der schriftlichen Überlieferung. Anlässlich einer Teilung werden mehrere Bauten genannt, darunter ein Tor, die Kapelle und ein Brunnen, die gemeinschaftlich genutzt wurden, sowie die dem Grafen Friedrich I. von Vianden zustehende Ringmauer, der Graben und ein Turm.
Die Burg war zunächst im Besitz der Pfalzgrafen, später auch der Erzbischöfe und Kurfürsten von Trier. Nachdem sie 1137 von den Herren von Entersburg erobert worden war, belagerte Erzbischof Albero sie erfolgreich und gewann sie für Kurtrier zurück. 
Das Rittergeschlecht von Arras hatte seit 1179 seinen Wohnsitz auf der Burg Arras, als Hermann von Harras, Vogt von Eller, in einer Urkunde mitgeteilt wurde, dass er der Besitzer der Burg sei.
Am 2. Oktober 1439 wurde Ludwig Zandt von Merl, Vogt im (Zeller) Hamme, durch Erzbischof Raban mit einem Burglehen zu Arras belehnt. In einer weiteren Urkunde vom 16. Oktober 1439 erhielt auch Ulrich von Metzenhausen anstelle seines erkrankten Vaters Johann einen Teil der Burg Arras als Lehen. Im Jahre 1493 bezeugte Heinrich von Metzenhausen, dass er auch mit einem Teil der Burg Arras durch Erzbischof Johann II. belehnt worden sei. Als sich gegen Ende des 17. Jahrhunderts der kurtrierische Obristleutnant Adam Heinrich Freiherr von Breiten-Landenberg mit Ottilia Anna Zandt von Merl vermählte, erhielt er – mit mehreren Gütern – auch einen Anteil an Arras.
Im Oktober 1689, während des Pfälzischen Erbfolgekrieges schleifte die französische Besatzung der nahegelegenen  Festung Mont Royal Burg Arras bis auf die Grundmauern. Nur der Bergfried widerstand allen Sprengversuchen.
Im Oktober 1794 erklärte die von den französischen Revolutionstruppen eingesetzte Verwaltung die Ruine und die zugehörigen Ländereien zu Staatseigentum. Der Beschluss, sie zu verkaufen, wurde aber erst nach 1815, nach dem Übergang des ehemals kurtrierischen Gebiets an Preußen, umgesetzt. 
1826 erwarb Ferdinand Remy aus der gleichnamigen Bendorfer Industriellenfamilie die Burgruine und den damit verbundenen 70 Hektar großen Wald. Nach Remys Tod erbten seine drei Töchter Burg Arras, die sie um 1850 an den Weingutsbesitzer Barzen aus Alf veräußerten. 1895 kaufte der Bergwerksdirektor Traugott Wilhelm Dyckerhoff aus Herne die Ruine und ließ die Burg ab 1907 neu aufbauen.  Die Denkmalschutzbehörde der damaligen Rheinprovinz genehmigte den Wiederaufbau unter der Einbeziehung des Bergfrieds und der noch vorhandenen Mauerreste. Die Baupläne dazu stammten von dem Trierer Kirchenbaumeister Peter Marx (1872–1952) Dyckerhoff wurde auf dem Gelände der Burg bestattet. Das war möglich, da seit dem Mittelalter ein verbrieftes, burgeigenes Bestattungsrecht existierte, das 1952 behördlich bestätigt wurde.
Im November 1938 verkauften die Erben Dyckerhoffs die Burg an Ernst Rademacher, Kunsthändler aus Bochum († 1979), und den Richter Theo Homburg († 1985). Sie ließen 1954 den Anbau des sogenannten Kavaliersflügels wiedererrichten.
In den Jahren 1978 und 1984 erwarb das Ehepaar Maria und Otto Keuthen (1926–2009) aus Briedel die Burg und richtete ein Hotel sowie ein Restaurant darin ein. 

## Museum, Heinrich-Lübke-Nachlass
Das Burgmuseum präsentiert neben Rüstungen und Waffen sowie Archivalien Kurtriers die mit etwa 200 Bildern größte Privatsammlung alter Moselansichten.
In einem Gedenkzimmer des Museums hat Keuthen, der Neffe von Wilhelmine Lübke geb. Keuthen (1885–1981), einen Teil des Nachlasses des Bundespräsidenten Heinrich Lübke (1894–1972) zur Verfügung gestellt, darunter einen Wandbehang aus dem Besitz von Madame de Pompadour, den der französische Staatspräsident Charles de Gaulle in den 1960er Jahren Lübke geschenkt hatte. Im Heinrich-Lübke-Haus an seinem Geburtsort sind weitere Erinnerungsstücke zu sehen.

## Bergfried
Der Bergfried besitzt einen rechteckigen Grundriss und ist 20 Meter hoch. Es handelte sich um einen Wehr- und Wohnturm aus der salischen Zeit. Die Mauern des Turms sind vier Meter dick und aus sorgfältig geschichtetem Mauerwerk aufgeführt. Er hatte ursprünglich nur einen Hocheingang im Obergeschoss, dieser führte in das obere Stockwerk des Wohnbaues. Diese Öffnung ist heute vermauert. Unter dem Turm befindet sich eine Zisterne mit einem Fassungsvermögen von 3,6 m³, die aus den Dächern mit Regenwasser gespeist wurde. Diese war notwendig, da der 34 Meter tiefe Burgbrunnen außerhalb der Mauern liegt. 
Nach den Ergebnissen der jüngsten Burgenforschung durch Stefan Ulrich ist es aufgrund der Buckelquader wesentlich wahrscheinlicher, den Bergfried „als Neubau des mittleren 13. Jahrhunderts zu betrachten, wobei sich die Periode unter dem baufreudigen Erzbischof Arnold II. (1242 bis 1259) als Entstehungszeitraum anböte“.
Unter einem der Mauertürme befand sich das zweistöckige Burgverlies, das auch heute noch gut erhalten ist. 

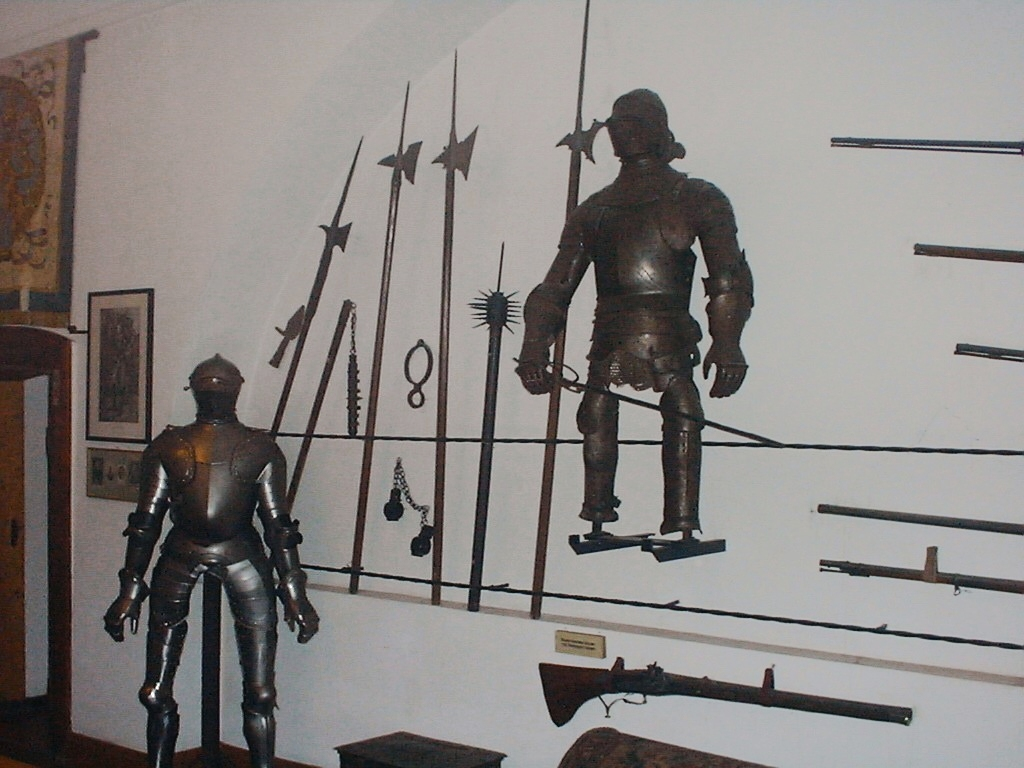
Innenansicht (1999)
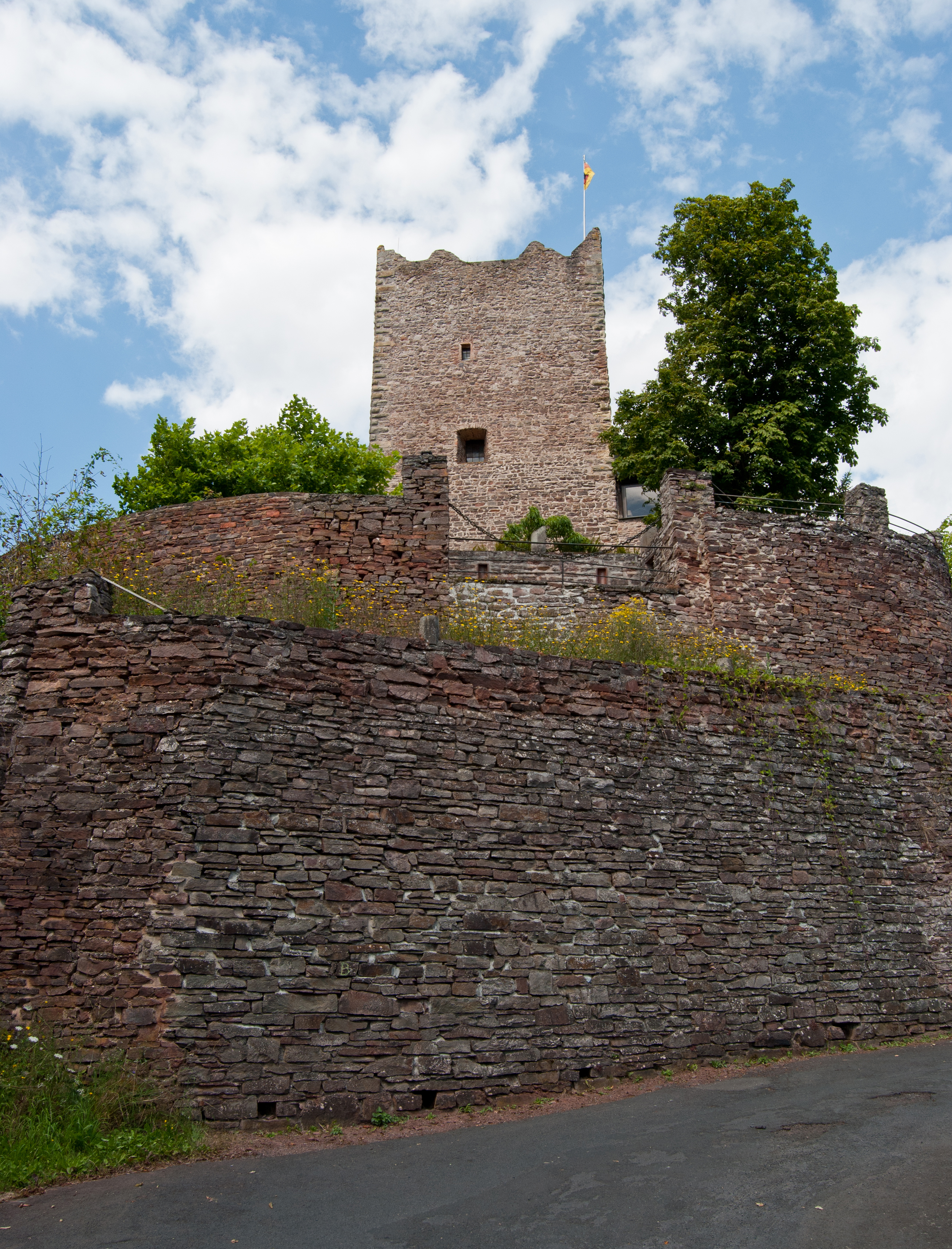
Burgmauern und Bergfried (2012)

## Ruine Heideburg

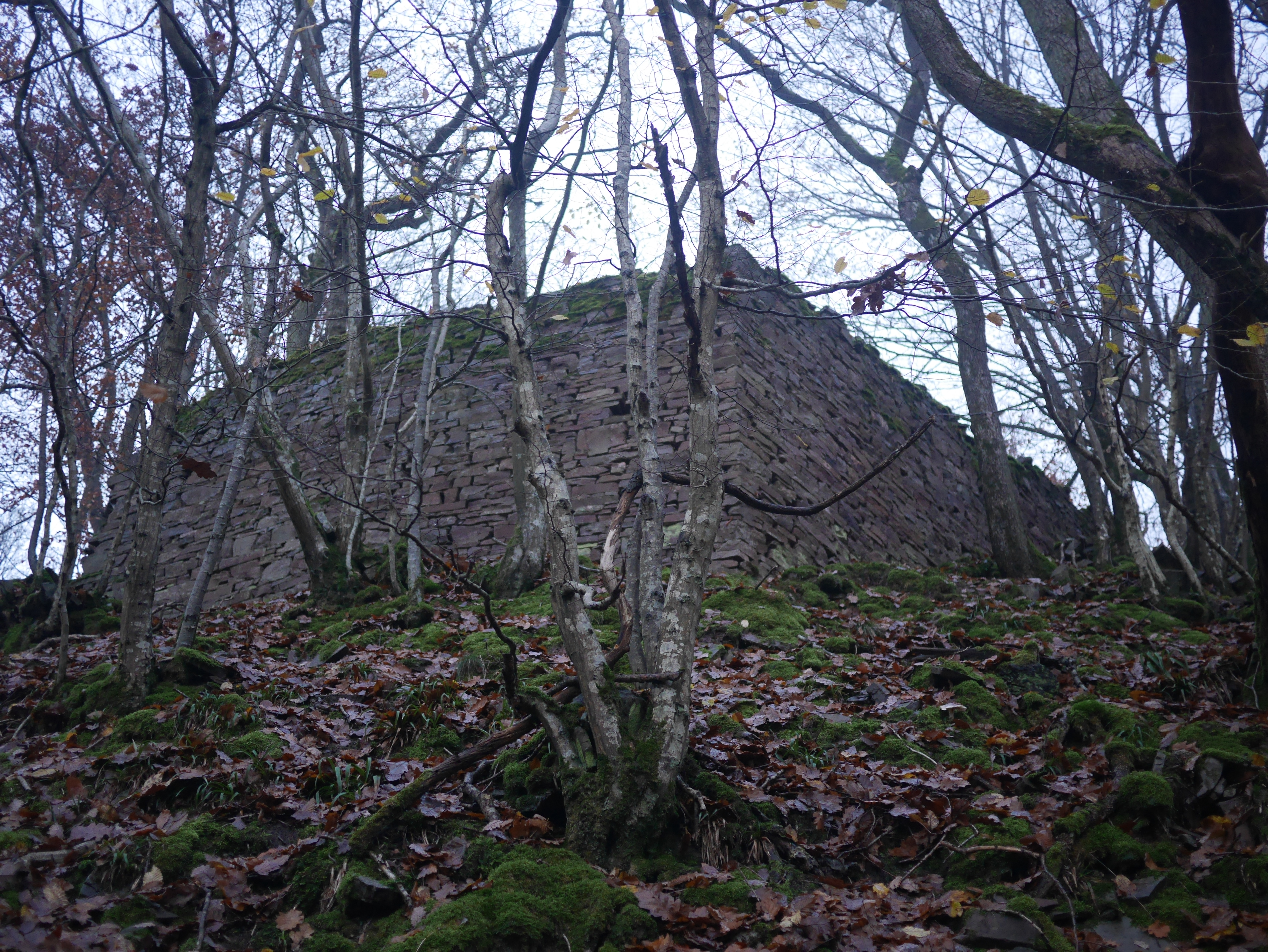
Ruine Heideburg nahe der Burg Arras (2014)

Nördlich der Burg Arras befindet sich die Burgruine der ehemaligen Heideburg. Einige Mauern sind noch erhalten. Die Ruine ist von einem Burggraben umgeben.